# Oxydia xanthochroma
Oxydia xanthochroma är en fjärilsart som beskrevs av Max Joseph Bastelberger 1908. Oxydia xanthochroma ingår i släktet Oxydia och familjen mätare. Inga underarter finns listade i Catalogue of Life.